# Wayne Black
Wayne Black (Salisbury, 14 november 1973) is een voormalig professioneel tennisspeler uit Zimbabwe. Hij won achttien dubbelspeltitels, waarmee hij een van de meest succesrijke tennisspelers uit Zimbabwe is.
Black won onder meer vier grandslamtitels. Hij won het mannendubbel op de US Open in 2001 en de Australian Open in 2005, allebei met zijn landgenoot Kevin Ullyett. Daarnaast won hij de gemengd dubbel-titels op Roland Garros in 2002 en Wimbledon in 2004, beide aan de zijde van zijn zus Cara Black. Samen met Ullyett nam hij deel aan de Olympische Spelen in 2000 en 2004.
Naast Blacks zus Cara was ook zijn broer Byron Black actief op de ATP-tour. Black speelde voor zijn profcarrière college-tennis in de Verenigde Staten voor de University of Southern California.
Black is gehuwd met de Kazachse Irina Seljoetina, dubbelspelpartner van zus Cara.

## Palmares
| Legenda                       | Legenda               |
| ----------------------------- | --------------------- |
| Grand Slam                    |                       |
| Olympische Spelen             |                       |
| tot 2009                      | vanaf 2009            |
| Tennis Masters Cup            | ATP Finals            |
| ATP Masters Series            | ATP Tour Masters 1000 |
| ATP International Series Gold | ATP Tour 500          |
| ATP International Series      | ATP Tour 250          |

### Dubbelspel
| Nr.                           | Datum            | Toernooi           | Ondergrond    | Partner          | Tegenstanders in finale             | Score                     | Details |
| ----------------------------- | ---------------- | ------------------ | ------------- | ---------------- | ----------------------------------- | ------------------------- | ------- |
| Gewonnen finales heren dubbel |                  |                    |               |                  |                                     |                           |         |
| 1.                            | 14 februari 1999 | ATP Dubai          | Hardcourt     | Sandon Stolle    | David Adams John-Laffnie de Jager   | 4-6, 6-1, 6-4             | Details |
| 2.                            | 14 maart 1999    | ATP Indian Wells   | Hardcourt     | Sandon Stolle    | Ellis Ferreira Rick Leach           | 7-6(4), 6-3               | Details |
| 3.                            | 28 maart 1999    | ATP Miami          | Hardcourt     | Sandon Stolle    | Boris Becker Jan-Michael Gambill    | 6-1, 6-1                  | Details |
| 4.                            | 8 oktober 2000   | ATP Hongkong       | Hardcourt     | Kevin Ullyett    | Dominik Hrbatý David Prinosil       | 6-1, 6-2                  | Details |
| 5.                            | 7 januari 2001   | ATP Chennai        | Hardcourt     | Byron Black      | Barry Cowan Mosé Navarra            | 6–4, 6–3                  | Details |
| 6.                            | 18 februari 2001 | ATP Kopenhagen     | Hardcourt (i) | Kevin Ullyett    | Jiří Novák David Rikl               | 6–3, 6–3                  | Details |
| 7.                            | 8 september 2001 | US Open            | Hardcourt     | Kevin Ullyett    | Donald Johnson Jared Palmer         | 7–6(9), 2–6, 6–3          | Details |
| 8.                            | 6 januari 2002   | ATP Adelaide       | Hardcourt     | Kevin Ullyett    | Bob Bryan Mike Bryan                | 7-5, 6-2                  | Details |
| 9.                            | 3 maart 2002     | ATP San José       | Hardcourt (i) | Kevin Ullyett    | John-Laffnie de Jager Robbie Koenig | 6-3, 4-6, [10-5]          | Details |
| 10.                           | 16 juni 2002     | ATP Londen         | Gras          | Kevin Ullyett    | Mahesh Bhupathi Maks Mirni          | 7-5, 6-3                  | Details |
| 11.                           | 18 augustus 2002 | ATP Washington     | Hardcourt     | Kevin Ullyett    | Bob Bryan Mike Bryan                | 3–6, 6–3, 7–5             | Details |
| 12.                           | 13 oktober 2002  | ATP Lyon           | Tapijt (i)    | Kevin Ullyett    | Mark Knowles Daniel Nestor          | 6–4, 3–6, 7–6(3)          | Details |
| 13.                           | 27 oktober 2002  | ATP Stockholm      | Hardcourt (i) | Kevin Ullyett    | Wayne Arthurs Paul Hanley           | 6–4, 2–6, 7–6(4)          | Details |
| 14.                           | 4 mei 2003       | ATP München        | Gravel        | Kevin Ullyett    | Joshua Eagle Jared Palmer           | 6–3, 7–5                  | Details |
| 15.                           | 5 april 2004     | ATP Miami          | Hardcourt     | Kevin Ullyett    | Jonas Björkman Todd Woodbridge      | 6–2, 7–6(12)              | Details |
| 16.                           | 16 mei 2004      | ATP Hamburg        | Gravel        | Kevin Ullyett    | Bob Bryan Mike Bryan                | 6–4, 6–2                  | Details |
| 17.                           | 29 januari 2005  | Australian Open    | Hardcourt     | Kevin Ullyett    | Bob Bryan Mike Bryan                | 6–4, 6–4                  | Details |
| 18.                           | 14 augustus 2005 | ATP Montréal       | Hardcourt     | Kevin Ullyett    | Jonathan Erlich Andy Ram            | 6–7(5), 6–3, 6–0          | Details |
| Verloren finales heren dubbel |                  |                    |               |                  |                                     |                           |         |
| 1.                            | 24 mei 1998      | ATP Sankt Pölten   | Gravel        | David Adams      | Jim Grabb David Macpherson          | 4-6, 4-6                  | Details |
| 2.                            | 11 april 1999    | ATP Chennai        | Hardcourt     | Neville Godwin   | Mahesh Bhupathi Leander Paes        | 6-4, 5-7, 4-6             | Details |
| 3.                            | 18 april 1999    | ATP Tokio          | Gravel        | Brian MacPhie    | Jeff Tarango Daniel Vacek           | 3-4 opgave                | Details |
| 4.                            | 30 januari 2000  | Australian Open    | Hardcourt     | Andrew Kratzmann | Ellis Ferreira Rick Leach           | 4-6, 6-3, 3-6, 6-3, 16-18 | Details |
| 5.                            | 12 mei 2002      | ATP Rome           | Gravel        | Kevin Ullyett    | Martin Damm Cyril Suk               | 5-7, 5-7                  | Details |
| 6.                            | 2 maart 2003     | ATP Dubai          | Hardcourt     | Kevin Ullyett    | Leander Paes David Rikl             | 3-6, 0-6                  | Details |
| 7.                            | 5 oktober 2003   | ATP Moskou         | Hardcourt (i) | Kevin Ullyett    | Mahesh Bhupathi Maks Mirni          | 3-6, 5-7                  | Details |
| 8.                            | 19 oktober 2003  | ATP Madrid         | Hardcourt (i) | Kevin Ullyett    | Mahesh Bhupathi Maks Mirni          | 2-6, 6-2, 3-6             | Details |
| 9.                            | 21 maart 2004    | ATP Indian Wells   | Hardcourt     | Kevin Ullyett    | Arnaud Clément Sébastien Grosjean   | 3-6, 6-4, 5-7             | Details |
| 10.                           | 25 juli 2004     | ATP Indianapolis   | Hardcourt     | Kevin Ullyett    | Jordan Kerr Jim Thomas              | 7-6(7), 6-7(3), 3-6       | Details |
| 11.                           | 7 november 2004  | ATP Parijs         | Tapijt (i)    | Kevin Ullyett    | Jonas Björkman Todd Woodbridge      | 3-6, 4-6                  | Details |
| 12.                           | 14 november 2004 | Tennis Masters Cup | Hardcourt (i) | Kevin Ullyett    | Bob Bryan Mike Bryan                | 6-4, 5-7, 4-6, 2-6        | Details |
| 13.                           | 3 april 2005     | ATP Miami          | Hardcourt     | Kevin Ullyett    | Jonas Björkman Maks Mirni           | 1-6, 2-6                  | Details |
| 14.                           | 7 augustus 2005  | ATP Washington     | Hardcourt     | Kevin Ullyett    | Bob Bryan Mike Bryan                | 5-7, 3-6                  | Details |
| 15.                           | 21 augustus 2005 | ATP Cincinnati     | Hardcourt     | Kevin Ullyett    | Jonas Björkman Maks Mirni           | 4-6, 7-5, 2-6             | Details |

## Resultaten grandslamtoernooien
| Legenda | Legenda                          |
| ------- | -------------------------------- |
| g.t.    | geen toernooi gehouden           |
| l.c.    | lagere categorie                 |
| –       | niet deelgenomen                 |
| G       | uitgeschakeld in de groepsfase   |
| 1R      | uitgeschakeld in de eerste ronde |
| 2R      | uitgeschakeld in de tweede ronde |
| 3R      | uitgeschakeld in de derde ronde  |
| 4R      | uitgeschakeld in de vierde ronde |
| KF      | uitgeschakeld in de kwartfinale  |
| HF      | uitgeschakeld in de halve finale |
| F       | de finale verloren               |
| W       | het toernooi gewonnen            |
| w-v     | winst/verlies-balans             |

### Enkelspel
| Toernooi            | 1995 | 1996 | 1997 | 1998 | 1999 | 2000 | 2001 |
| ------------------- | ---- | ---- | ---- | ---- | ---- | ---- | ---- |
| Grandslamtoernooien |      |      |      |      |      |      |      |
| Australian Open     | 2R   | –    | –    | 3R   | 4R   | 3R   | 1R   |
| Roland Garros       | –    | –    | 1R   | 1R   | 1R   | –    | –    |
| Wimbledon           | –    | –    | –    | 2R   | 1R   | 1R   | 3R   |
| US Open             | 1R   | –    | 1R   | 2R   | 1R   | 1R   | –    |

### Mannendubbelspel
| Toernooi        | 1996 | 1997 | 1998 | 1999 | 200 | 2001 | 2002 | 2003 | 2004 | 2005 | 2006 |
| --------------- | ---- | ---- | ---- | ---- | --- | ---- | ---- | ---- | ---- | ---- | ---- |
| Australian Open | 1R   | –    | 2R   | 3R   | F   | KF   | KF   | 3R   | KF   | W    | –    |
| Roland Garros   | 1R   | 3R   | 3R   | 3R   | 2R  | 3R   | 3R   | 2R   | KF   | 1R   | –    |
| Wimbledon       | 1R   | HF   | HF   | KF   | 1R  | 1R   | 2R   | 3R   | KF   | HF   | 1R   |
| US Open         | –    | HF   | 1R   | KF   | 1R  | W    | KF   | 3R   | KF   | HF   | –    |